# 森北町
森北町（もりきたまち）は、神戸市東灘区の町名の一つで、旧・本山村域（本山地区）のうち旧・森村域のJR東海道本線以北である。平成17年国勢調査（2005年10月1日現在）における世帯数は2,291、人口5,588で内男性2,636人・女性2,952人
。

## 地理
北は山林である本山町森（本山町中野とは僅かに接しない）、東は芦屋市の三条町（阪急神戸線以北）・三条南町（同以南）、南はJR線を挟んで森南町（芦屋市清水町とは僅かに接しない）、同じく南西は本山中町、西は本山北町、北西は甲南台とそれぞれ接する。
昭和47年（1972年）6月1日に本山町森字神岡町が南東端の一丁目、同字東ノ町が二丁目、同字西ノ町（東半、本山北町一丁目になったのを除く）が南西端の三丁目、阪急線を挟んで同字天神町（南半）・村上町・北ノ町が四丁目、その北東の同字天神町（北半）・山田町が五丁目、同字坂下町が北西端の六丁目として住居表示を実施して誕生した。（なお、1976年に刊行された『東灘区25年』には七丁目についての言及がないが、現在は北東端に七丁目が存在する。）

### 地価
住宅地の地価は、2014年（平成26年）1月1日の公示地価によれば、森北町6-8-13の地点で23万1000円/m2となっている。

## 施設
- JR甲南山手駅
- 甲南女子大学
- 甲南女子中学校・高等学校
- 稲荷神社（森稲荷神社）

## 参考資料
- 原田 健 編『東灘区25年』東灘区役所、1976年（昭和51年）。